# Ecomuseo de Cap de Cavalleria

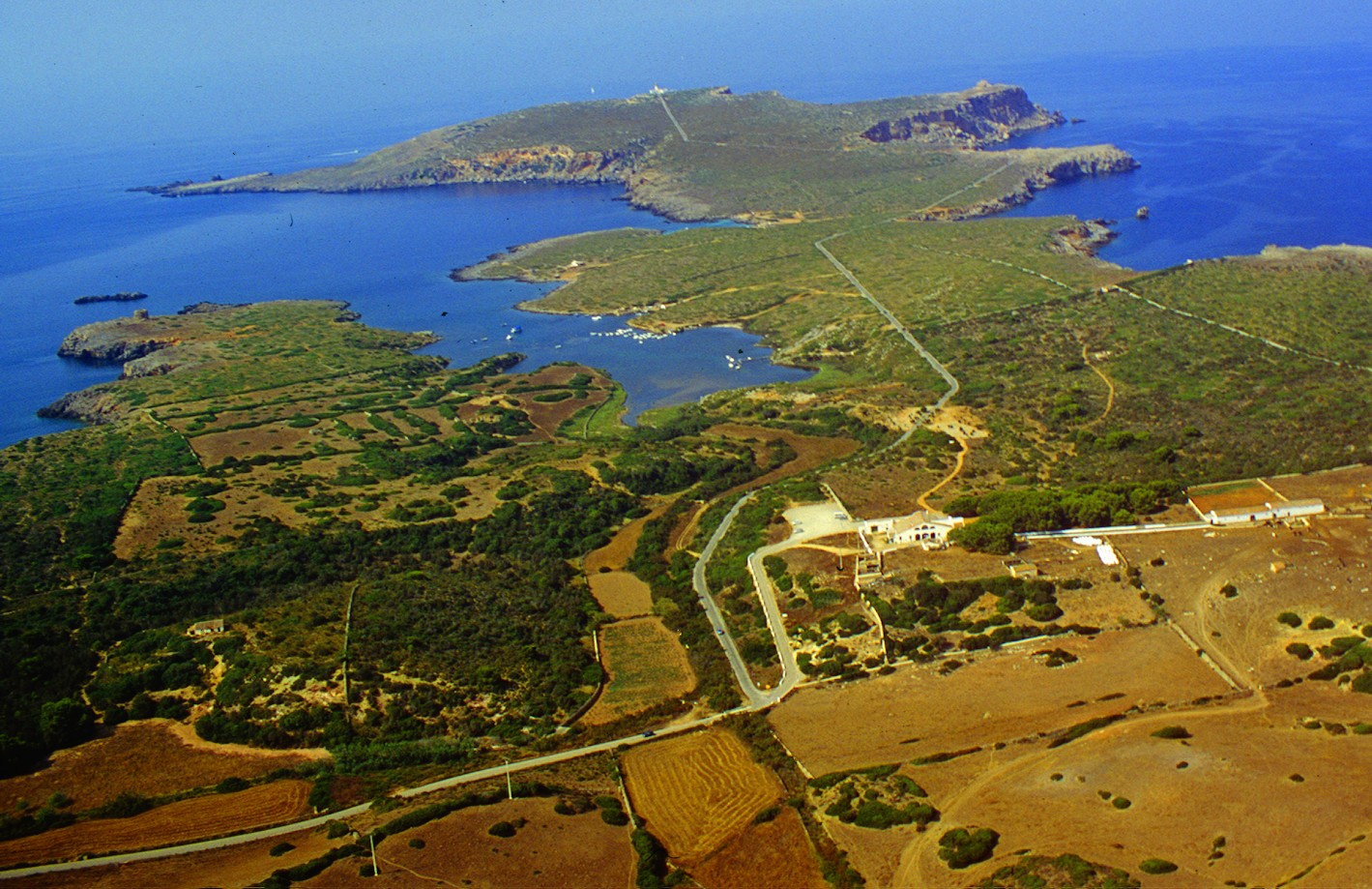
Vista aérea del Ecomuseo de Cap de Cavalleria, incluyendo el puerto de Sanitja.

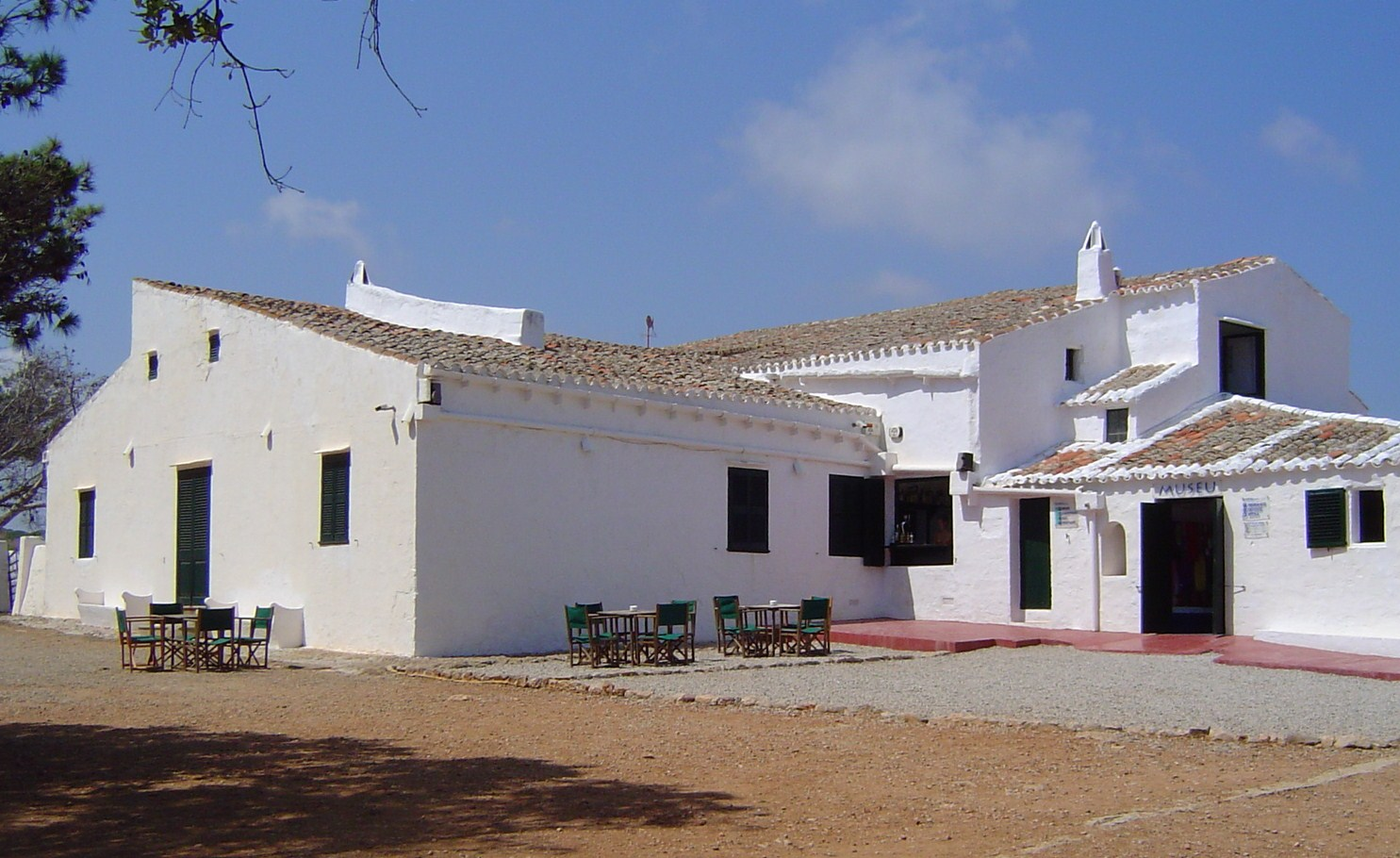
Casa de Santa Teresa, donde el Ecomuseo alberga la exposición “¡Descubre el Norte!”.

El Ecomuseo de Cap de Cavalleria es un ecomuseo que se encuentra en la costa más al norte de la isla de Menorca, concretamente en las proximidades del Cap de Cavalleria y el puerto de Sanitja (Predio de Santa Teresa, Mercadal). El Ecomuseo fue creado en 1997 bajo la gestión de la asociación sin ánimo de lucro “Sa Nitja. Gestión del Patrimonio Mediterráneo”, con el fin de proteger, investigar y difundir los recursos culturales y naturales de Cavalleria y el puerto de Sanitja. 
Esta tarea se lleva a cabo mediante el estudio interdisciplinar de los elementos geológicos, biológicos, medioambientales, etnológicos e histórico-artísticos que se encuentran en este territorio. Entre ellos, cabe destacar este último aspecto, debido a las intervenciones arqueológicas en el puerto de Sanitja, que se realizan en la actualidad en el campamento militar romano del siglo I a. C. y la ciudad romana de Sanisera (siglos I a. C. al VI d. C.) (Ver Sanisera). 
Toda la información sobre el territorio se encuentra en el Faro de Cavalleria, el cual alberga una serie de materiales audiovisuales y gráficos, además de una exposición que incluye material arqueológico recuperado de las excavaciones que se efectúan en el puerto de Sanitja. La exposición “¡Descubre el Norte!”, que fue inaugurada en 2005, ofrece una visión general de todos los elementos arriba mencionados, y está traducida a seis idiomas: catalán, español, inglés, alemán, italiano y francés. 
Además, tras la exposición que alberga la casa de Santa Teresa, el visitante puede proseguir con la visita del entorno exterior siguiendo la guía de “las 7 rutas”, que se inicia en la salida del museo y por la que se pretende complementar lo expuesto en la sala de exposiciones conociendo los puntos más importantes del paisaje, incluyendo las excavaciones antes mencionadas, los elementos etnológicos tales como horno de cal, búnkeres de la Guerra Civil o el faro de Cavalleria, además de la flora y fauna autóctonas. 